# Pauridiantha muhakiensis
Pauridiantha muhakiensis är en måreväxtart som beskrevs av Ntore. Pauridiantha muhakiensis ingår i släktet Pauridiantha och familjen måreväxter. Inga underarter finns listade i Catalogue of Life.